# 狩宿村
狩宿村（かりしゅくむら）は、和歌山県那賀郡にあった村。現在の紀の川市の北東部、和歌山線・名手駅の北西の一角にあたる。

## 地理
- 河川：名手川

## 歴史
- 1889年（明治22年）4月1日 - 町村制の施行により、近世以来の狩宿村が単独で自治体を形成。
- 1955年（昭和30年）7月1日 - 上名手村・麻生津村・名手町および王子村の一部（大字名手西野・後田・池田垣内・西ノ芝）と合併して那賀町が発足。同日狩宿村廃止。那賀町（大字なし）1番地の1から578番地の2となる。

## 交通

### 鉄道路線
村域に鉄道路線は通過していなかったが、和歌山線の名手駅が至近に所在。